# Liste der Bodendenkmale in Waldenburg (Sachsen)
In der Liste der Bodendenkmale in Waldenburg sind die Bodendenkmale der Stadt Waldenburg und ihrer Ortsteile nach dem Stand der Auflistung von Volkmar Geupel aus dem Jahr 1983 aufgelistet. Eventuelle Änderungen und Ergänzungen, insbesondere aus der Zeit nach der Wende, sind nicht berücksichtigt, da für Sachsen aktuell keine neueren allgemein zugänglichen Bodendenkmallisten vorliegen. Die Baudenkmale sind in der Liste der Kulturdenkmale in Waldenburg (Sachsen) aufgeführt.
| Denkmal-ID | Fundart            | Ortsteil   | Bezeichnung                         | Zeitstellung | Lage                                                    | Bemerkungen | Bild |
| ---------- | ------------------ | ---------- | ----------------------------------- | ------------ | ------------------------------------------------------- | --- | ---- |
| ?          | Befestigung > Burg | Waldenburg | Wehranlage „Schloss“, „Schlossberg“ | Mittelalter  | östlicher Stadtkern, Bergsporn über der Zwickauer Mulde | Höhenburg in Spornlage, Gelände durch Bau von Schloss und Park im 19. Jahrhundert verändert, quadratischer Turm im Osten erhalten, Schutz seit 15. Juli 1970 |      |